# Regne de Lleó
El Regne de Lleó va ser un dels regnes medievals de la península Ibèrica, successor de l'antic Regne d'Astúries, que va tenir un paper protagonista en la Reconquesta i formació dels successius regnes cristians de l'occident peninsular.

## Història

### Orígens
El regne té el seu naixement el 910 com a prolongació del regne d'Astúries, amb el repartiment de terres entre els fills d'Alfons III d'Astúries, que algunes fonts diuen que va ser destronat per la seva pròpia família, i Garcia I esdevé rei de les regions de Lleó, Castella i Àlaba i ubica la seva capital a la ciutat de Lleó, confirmant la preeminència que havia assolit la regió les darreres dècades, gràcies a les repoblacions que s'havien anat promovent des del regnat de Ramir I. Per la seva banda, els seus germans Ordoni i Fruela van rebre Galícia i Astúries, respectivament, conservant la seva vinculació al regne, subordinats al seu germà i exercint com a intermediaris entre el monarca i la noblesa local.
En morir Garcia I el 914 sense descendents, Ordoni II es va traslladar a Lleó on fou proclamat rei, amb la qual cosa seria rei de Lleó i Galícia; aquest rei traslladà definitivament la capital del regne d'Astúries des d'Oviedo a Lleó. Amb això es crearà un nou regne, el Regne de Lleó, que aglutinarà l'asturià, ja que Fruela II va romandre a Astúries, però reconeixent la primacia del regne lleonès amb una monarquia que feia servir preferentment el gallec com a llengua pròpia.
Amb la formació del nou regne continuarà la reconquesta contra els musulmans i fins i tot la lluita contra altres regnes cristians com el de Navarra.

### L'expansió cap al sud
En termes generals, al llarg de la seva història, el regne de Lleó va promoure una expansió territorial cap al sud superant la barrera del Duero i arribant fins a l'actual Extremadura poc abans de la unió amb Castella. Els inicis van ser discrets, entre 910 i 931 l'avenç va ser poc destacat a causa de l'auge que gaudia Al-Àndalus durant el regnat d'Abd-ar-Rahman III, a més de patir conflictes interns a Galícia i Castella. El regne assoleix fites com la dotació de furs d'Alfons V, la creació d'un art lleonès i un gran desenvolupament dels sistemes administratius.
Al segle xi, Sanç III El Major de Navarra es converteix també en comte de Castella, vassall com a tal del rei de Lleó. Com herència deixa aquest comtat al seu fill Ferran, casat amb Sança, germana al seu torn de Beremund. Quan Ferran va a prestar vassallatge a Beremund III, rei de Lleó, provoca una guerra en la qual mor el sobirà lleonès en batalla contra una coalició castellano-navarresa. Com que Beremund III no té descendència, el seu cunyat s'apropia de la corona lleonesa esgrimint els drets de la seva dona, prenent el títol de rei de Lleó amb gran oposició entre els lleonesos, que no volen veure convertit en monarca el castellà que ha mort al seu rei.
A la mort de Ferran I, el seu testament segueix la tradició navarresa de dividir els regnes entre els hereus. Al primogènit, Sanç, se li llega el comtat de Castella i, per dret de primogenitura, aquest comtat es converteix en el Regne de Castella. Al segon fill, Alfons, se li atorga el territori aportat per la seva mare: Lleó; i al tercer, Garcia, se li lliura el Regne de Galícia; a la seva filla, Urraca, li deixa la senyoria de Zamora.
Sanç II de Castella, no conforme amb aquest repartiment, ja que el segon germà es queda amb el regne més important, comença una guerra. Entre ambdós conquisten Galícia, però Sanç es regira contra el seu germà i ocupa Lleó. Aquest es refugia a Zamora amb el gruix més important de l'exèrcit lleonès, posant-li Sanç setge; serà el famós "Setge de Zamora", on el rei castellà és mort pel noble lleonès Vellido Dolfos, retirant-se les tropes castellanes. D'aquesta manera Alfons VI recupera tot el territori, governant com a Rei de Lleó i Galícia.
En el regnat d'Alfons VI es consolida el poder del monarca lleonès sobre Castella, sent reconegut Emperador dels Regnes Hispans pel Papa Gregori VII, aquests regnes reconeixeran la superioritat del rei lleonès, sorgint així l'Imperi Lleonès.

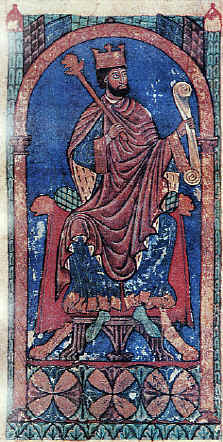
Miniatura del rei Alfons VII de Castella i Lleó

En època d'Alfons VII l'Emperador, reis de tota la península Ibèrica i el Sud de França es declaren els seus vassalls. A poc a poc la idea imperialista lleonesa entra en un ràpid declivi i en no gaire temps s'extingirà; així després d'una etapa d'esplendor imperial la unitat s'esvaeix, desapareixent també el títol d'emperador de Lleó. Amb aquesta desaparició els estats cristians peninsulars consoliden les seves respectives independències. El seu fill Ferran II heretarà el Regne de Lleó; sota el seu mandat s'incrementaran les lluites frontereres amb Castella, i Portugal es va independitzar del comtat pel tractat de Zamora.
El seu successor, Alfons IX, es converteix en un dels més actius monarques del Regne de Lleó. Sota el seu mandat es convoquen les Corts Lleoneses de 1188, primeres corts europees en les quals participa el tercer estat. En elles es reconeix la inviolabilitat del domicili, del correu, la necessitat del rei de convocar Corts per a fer la guerra o declarar la pau, i es garanteixen nombrosos drets individuals i col·lectius. A aquestes Corts li seguiran les de Benavente el 1202 en les quals es fixaran els principis i drets econòmics del Regne de Lleó i els seus habitants.
Alfons IX crea el 1218 la Universitat de Salamanca "perquè els lleonesos no hagin de sortir a estudiar fora del regne", per així evitar que els lleonesos es veiessin obligats a acudir a Castella, concretament a Palència. I és que fins a l'any 1230 Lleó no queda definitivament unit a Castella.
Amb Alfons IX el regne s'estén per Extremadura i assoleix una gran expansió territorial. L'animadversió del Regne de Lleó cap a Castella crea forts llaços d'unió amb els regnes àrabs, amb els quals de vegades s'uneix en coalició per a lluitar contra els castellans. Lleó no participarà en la batalla de Las Navas de Tolosa, arribant per això a ser excomunicat el sobirà lleonès pel Papa. A la seva mort, el rei ordena mantenir la independència de Lleó, declarant hereves a les seves filles, i garants de la mateixa als ordes de cavalleria.

### Unió definitiva amb Castella
Ferran III incompleix el testament del seu pare, i compra el Regne de Lleó a les seves germanes, trigant més de dos anys en prendre el control del territori a causa de l'oposició del poble de Lleó i dels seus nobles, que tanca les portes de les muralles de la seva capital al nou monarca. Amb això, no existeix una unió de regnes, ja que Castella i Lleó mantenen institucions separades, lleis diferenciades, i sistemes econòmics independents, compartint únicament el monarca.
Amb posterioritat, Alfons X el Savi atorga de nou la independència al Regne de Lleó en 1285, però el rei de Castella, Sanç IV de Castella, trenca el testament del seu pare i es fa amb la corona lleonesa. En morir aquest, Dom Joan, fill i hereu d'Alfons X, es corona com a Rei de Lleó el 1296, governant de facto el territori, que gaudeix d'independència fins a 1301.

### De regne a regió
Existeixen durant tot el segle xiv diversos intents d'independitzar el Regne de Lleó, assolint-lo de facto, encara que per un escàs temps, Enric de Lancaster a mitjans de segle xiv. Enric és derrotat pel futur Enric II de Castella, de manera que es produeix la unió del Regne de Lleó al Regne de Castella, alhora que es crea la Corona de Castella. De totes maneres, el Regne de Lleó continuarà existint com a entitat teòrica fins al segle xix, i conservarà institucions pròpies com El Adelantamiento del Reino de León, el Defensor del Regne de Lleó, entre d'altres.
Amb el temps, el seu territori va quedar reduït a l'actual província de Lleó i la meitat nord de Zamora, encara que al segle xvii ja se'l considera compost per les actuals províncies de Salamanca i Zamora, i, a vegades, part de Palència i Valladolid. El Regne de Lleó va ser reconegut com a regió històrica per la divisió provincial de Javier de Burgos de 1833.

## Emperadors astur-lleonesos
Aquest títol va ser adoptat des del segle x pels monarques lleonesos, com expressió d'una idea hispànica unitària, el que implicava la supremacia política de Lleó enfront dels altres regnes peninsulars que s'estaven formant. Els reis lleonesos van aspirar a restaurar l'estat hispano-got, creient-se hereus directes de l'últim monarca visigot, Roderic. Ja a l'Astúries del segle ix va tenir acceptació la idea imperial, especialment sota el regnat d'Alfons III, anomenat magnus imperator o imperator noster. Ordoni II, Ramir III, Alfons V, Beremind III i Sanç III el Major, (aquest últim després d'heretar Castella i Lleó), van adoptar el títol d'emperador. Ferran I, primer monarca a unir les corones de Castella i de Lleó en una sola, va ser cridat rex imperator, i Alfonso VI de Lleó i Castella, va arribar a titular-se imperator totius Hispaniae. El 1135, Alfons VII va ser coronat solemnement emperador a Lleó. Entre els seus vassalls es contaven els reis d'Aragó, de Navarra i de Portugal, el comte de Barcelona i diversos monarques musulmans qui, a la mort de l'Emperador, van rebutjar la teòrica supremacia política del títol. No obstant això, la idea va continuar viva en els monarques castellans.

## Extensió territorial
Abans de la seva unió definitiva al regne de Castella, el regne de Lleó abastava les actuals comunitats autònomes de Galícia, Principat d'Astúries, les províncies de Lleó, Zamora i Salamanca, així com la part occidental de les actuals províncies de Valladolid i Palència, raó per la qual, en certes geografies de la primera meitat del segle xx, s'incloïen aquestes províncies en la "Regió antiga" de Lleó, i la part nord-oest de l'actual província de Càceres fins al riu Tajo.